# Antigua en Barbuda op de Gemenebestspelen

Vlag van Antigua en Barbuda

Antigua en Barbuda is een eilandstaat die deelneemt aan de Gemenebestspelen. Sinds 1966 heeft Antigua en Barbuda elf maal deelgenomen. In totaal over deze elf edities verzamelden ze tot nog toe geen enkele medaille.

## Medailles
| Antigua en Barbuda op de Gemenebestspelen | Antigua en Barbuda op de Gemenebestspelen | Antigua en Barbuda op de Gemenebestspelen | Antigua en Barbuda op de Gemenebestspelen | Antigua en Barbuda op de Gemenebestspelen | Antigua en Barbuda op de Gemenebestspelen |
| ----------------------------------------- | ----------------------------------------- | ----------------------------------------- | ----------------------------------------- | ----------------------------------------- | ----------------------------------------- |
| Jaar                                      | Goud                                      | Zilver                                    | Brons                                     | Totaal                                    | Rang                                      |
| 1966                                      | -                                         | -                                         | -                                         | -                                         | /                                         |
| 1970                                      | -                                         | -                                         | -                                         | -                                         | /                                         |
| 1978                                      | -                                         | -                                         | -                                         | -                                         | /                                         |
| 1994                                      | -                                         | -                                         | -                                         | -                                         | /                                         |
| 1998                                      | -                                         | -                                         | -                                         | -                                         | /                                         |
| 2002                                      | -                                         | -                                         | -                                         | -                                         | /                                         |
| 2006                                      | -                                         | -                                         | -                                         | -                                         | /                                         |
| 2010                                      | -                                         | -                                         | -                                         | -                                         | /                                         |
| 2014                                      | -                                         | -                                         | -                                         | -                                         | /                                         |
| 2018                                      | -                                         | -                                         | -                                         | -                                         | /                                         |
| 2022                                      | -                                         | -                                         | -                                         | -                                         | /                                         |